# Uhlenhorster Kanal
L'Uhlenhorster Kanal o canal de l’Uhlenhorst és un canal que va excavar-se als prats molls al marge esquerre del riu Alster a Hamburg (Alemanya) des del 1842. El canal curt orientat est-oest té a més dos braços en direcció septentrional, un al carrer Karlstraße i un al carrer Zimmerstraße. Segons la llei sobre la classificació de les aigües superiors de l'estat d'Hamburg, és un curs d'aigua de primera categoria.

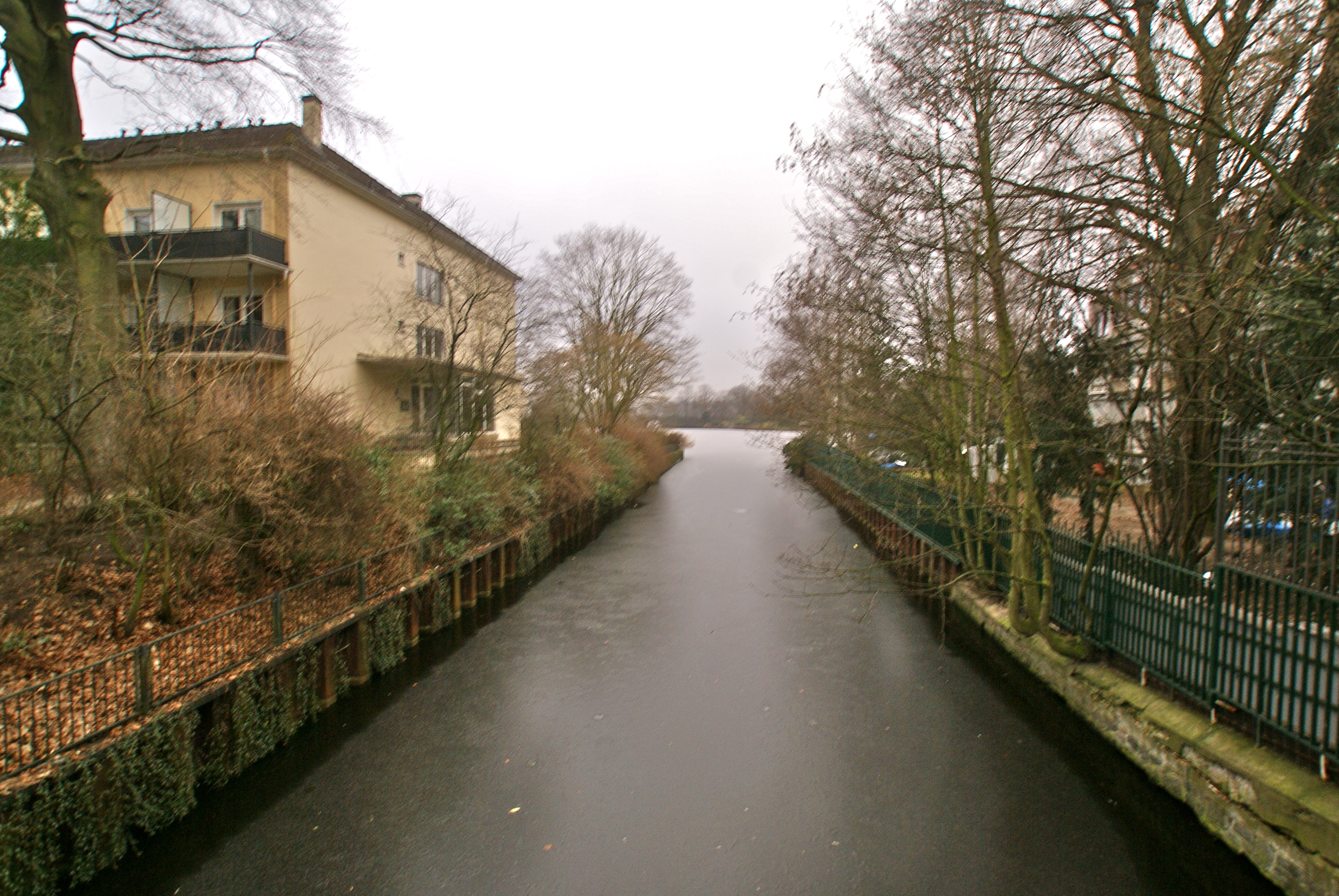
El canal gelat des del carrer Herbert-Weichmann-straße en direcció oest

El 1837, l'estat d'Hamburg va vendre el mas arrendat de l'Uhlenhorst del qual els prats poc fèrtils no rendien gaire, per a 70.000 deutsche Mark d'aleshores a l'advocat, conseller i burgmestre Amandus Augustus Abendroth. Després del gran incendi del 1842 va decidir-se de baixar el nivell del pantà de l'Alster d'un metre, fet que va canviar els prats molls en solars molt cobejats. Abendroth va traçar carrers, va fer excavar dos canals (l'Uhlenhorster Kanal i el canal de l'Hofweg), alçar el terra i construir ponts, i ben mirat fer bon negoci.
En contra dels canals de l'Osterbek i del Goldbek, aquest canal no tenia cap paper industrial: servia pel desguas. En donar un accés directe en barca des dels jardins de les vil·les cap al llac de l'Außenalster que esdevenia un lloc de descans i d'esports aquàtics, va pujar l'atractivitat i els preus de la nova urbanització.
A l'inici desguassava a l'Alster per un aiguamoll que va excavar-se per a transformar-lo en estany amb piscina a cel obert: el Feenteich (estany de les fades).

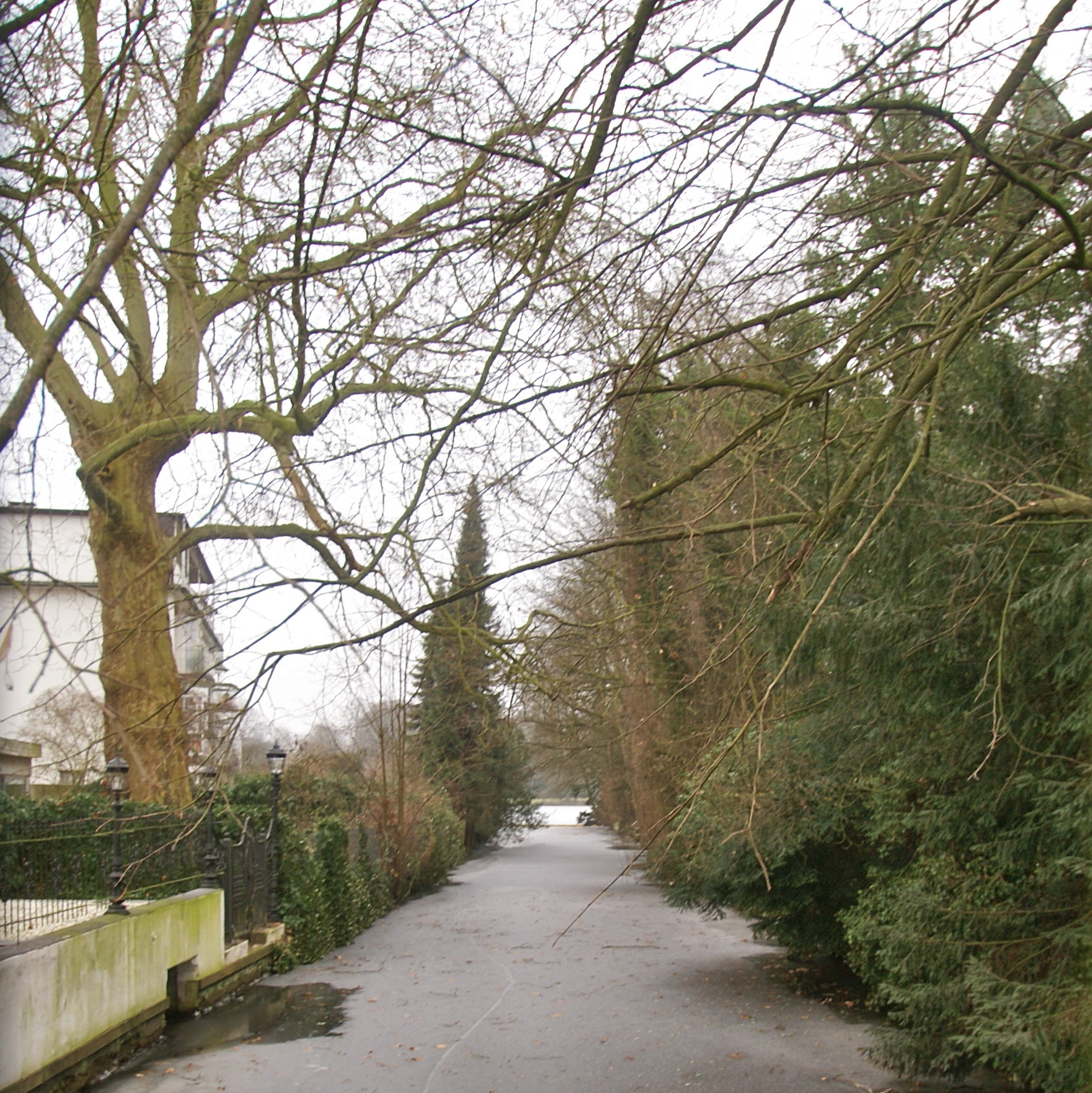
El braç del carrer Karlstraße vers el Feenteich
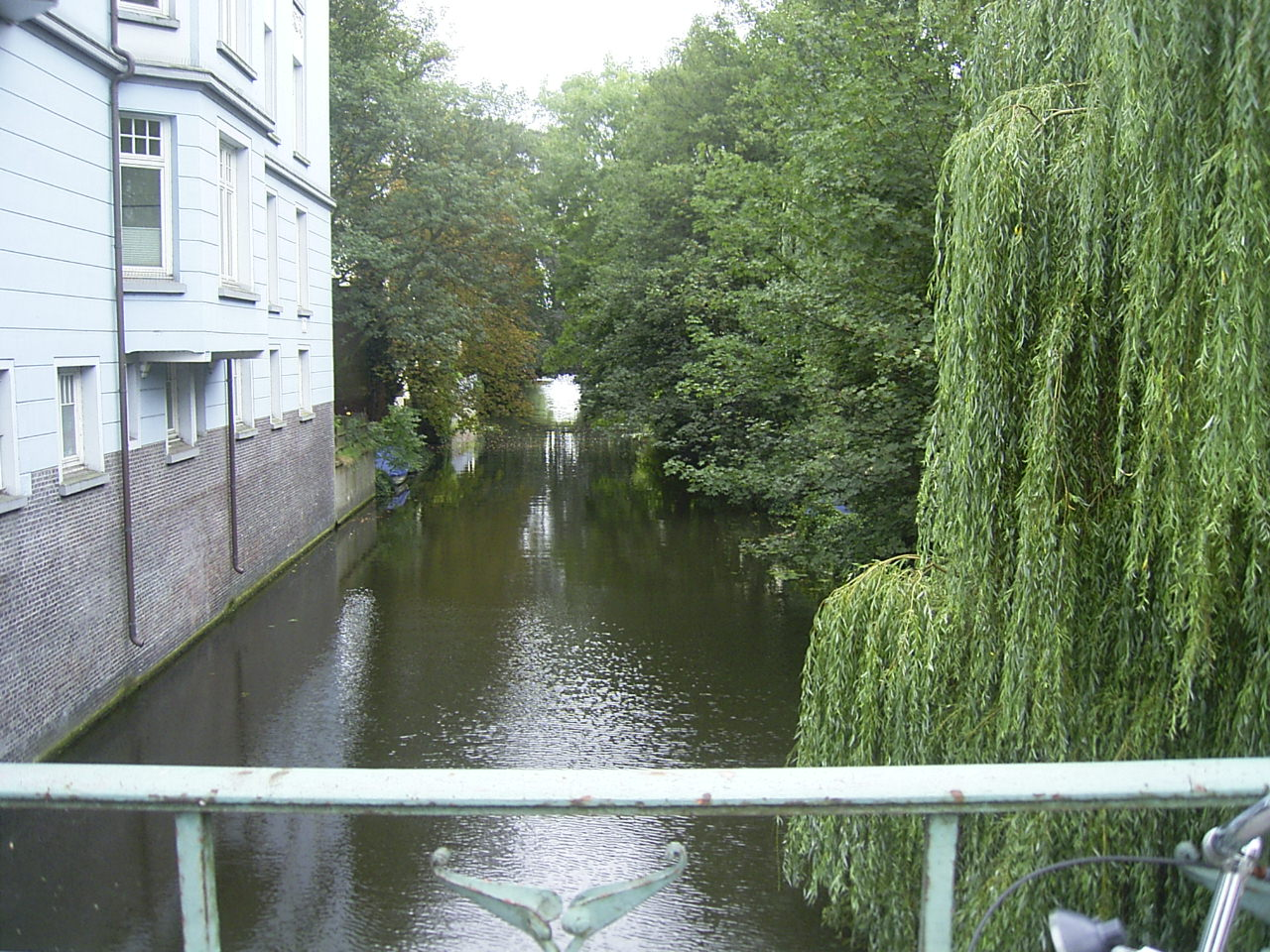
Des del pont del carrer Hofweg
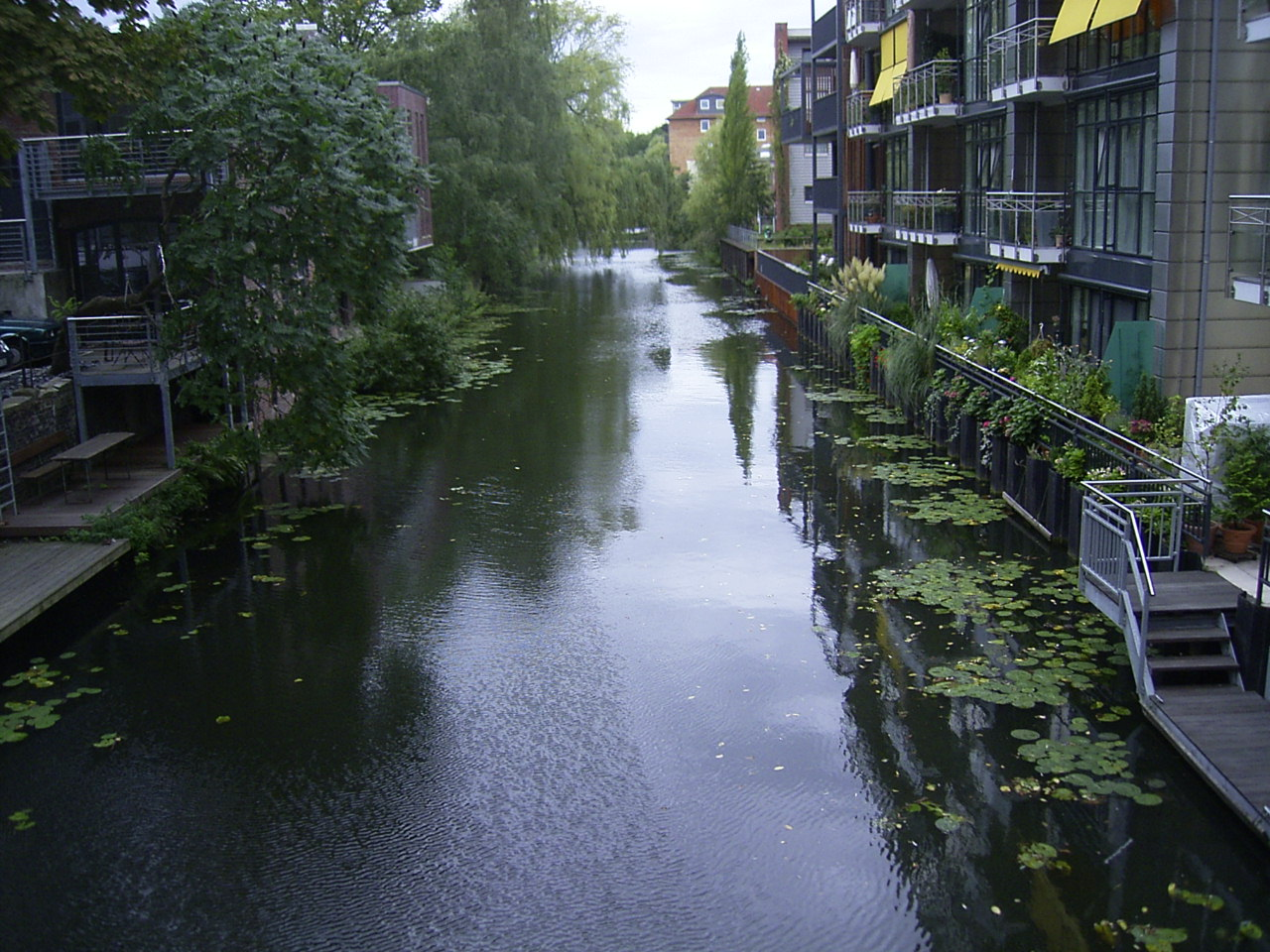
Des del pont del carrer Arndtstraße
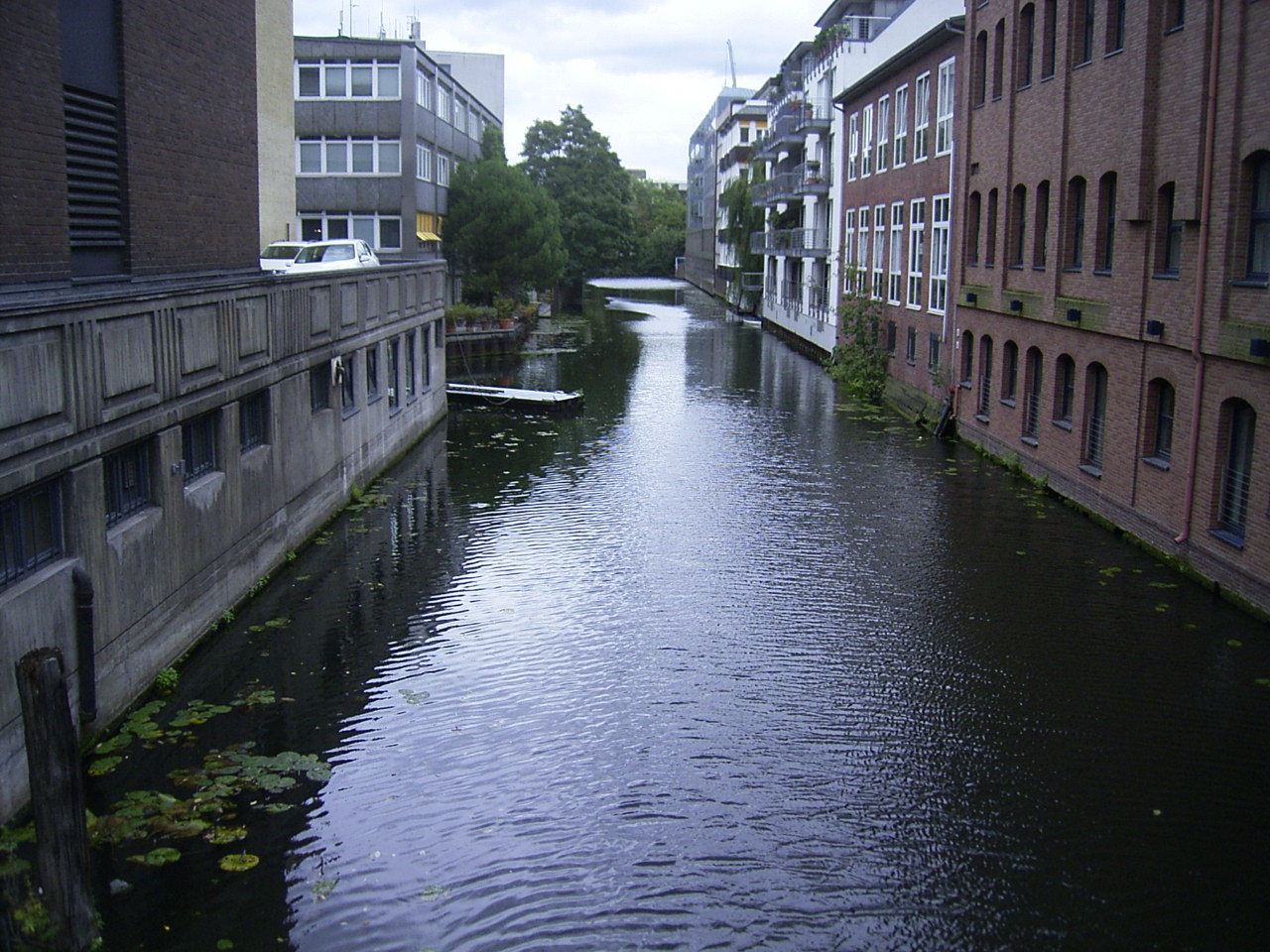
El canal i l'entrada del braç vers el carrer Zimmerstraße